# Wnt16
La proteina WNT16, negli esseri umani, è una proteina codificata dal gene WNT16. Studi recenti affermano che la terapia antineoplastica, basata su farmaci chemioterapici, induce stimolazione dell'espressione genica della proteina WNT16B. Quest'ultima è secreta, in questo caso, dal microambiente neoplastico in risposta al danno citotossico inflitto dai comuni chemioterapici. In questo modo si attiva la via di trasduzione del segnale della proteina WNT e si promuove la crescita neoplastica e la resistenza ad i successivi trattamenti con farmaci chemioterapici.
A seguito di radioterapia o chemioterapia, che causano danni al DNA, si è riscontrato nelle cellule sane un'aumentata espressione della proteina WNT16B, mediata dai fattori trascrizionali NF-κB. In tal modo, le cellule potenzialmente neoplastiche sono al contempo resistenti alla terapia chemioterapica o mediata da radiofarmaci.
La famiglia del gene WNT consiste in geni correlati strutturalmente, che codificano per proteine di segnale. Queste proteine sono implicate nei processi di oncogenesi e di crescita cellulare, inclusi la regolazione del destino della cellula ed il differenziamento durante l'embriogenesi. Il gene WNT consta di due varianti, che differiscono all'estremità terminale 5'. Queste due varianti codificano per due diverse proteine, espresse in maniera differente in tessuti normali:
La prima variante è espressa in maniera significativa esclusivamente nel pancreas;
La seconda è ubiquitaria ed è espressa prevalentemente in reni, placenta, cervello, cuore e milza.